# Tinodes aequispinosus
Tinodes aequispinosus är en nattsländeart som beskrevs av Schmid 1972. Tinodes aequispinosus ingår i släktet Tinodes och familjen tunnelnattsländor. Inga underarter finns listade i Catalogue of Life.